# Зоны с особыми условиями использования территорий
Зоны с особыми условиями использования территорий (ЗОУИТ) ― охранные, санитарно-защитные зоны, зоны охраны объектов культурного наследия (памятников истории и культуры) народов Российской Федерации (далее — объекты культурного наследия), защитные зоны объектов культурного наследия, водоохранные зоны, зоны затопления, подтопления, зоны санитарной охраны источников питьевого и хозяйственно-бытового водоснабжения, зоны охраняемых объектов, приаэродромная территория, иные зоны, устанавливаемые в соответствии с законодательством Российской Федерации.

## Цели установления зон с особыми условиями использования территорий
Зоны с особыми условиями использования территорий устанавливаются в следующих целях:
1. защита жизни и здоровья граждан;
2. безопасная эксплуатация объектов транспорта, связи, энергетики, объектов обороны страны и безопасности государства;
3. обеспечение сохранности объектов культурного наследия;
4. охрана окружающей среды, в том числе защита и сохранение природных лечебных ресурсов, предотвращение загрязнения, засорения, заиления водных объектов и истощения их вод, сохранение среды обитания водных биологических ресурсов и других объектов животного и растительного мира;
5. обеспечение обороны страны и безопасности государства.

## Порядок установления и использования зон с особыми условиями использования территорий
Правительство Российской Федерации утверждает положение в отношении каждого вида зон с особыми условиями использования территорий, за исключением зон с особыми условиями использования территорий, которые возникают в силу федерального закона (водоохранные (рыбоохранные) зоны, прибрежные защитные полосы, защитные зоны объектов культурного наследия). Положением утверждается перечень ограничений в отношении земельных участков, расположенных в границах зоны, срок установления зон (если не бессрочно), порядок обозначения границ зоны и иные вопросы.
Земельные участки, включенные в границы зон с особыми условиями использования территорий, у собственников земельных участков, землепользователей, землевладельцев и арендаторов земельных участков не изымаются, если иное не предусмотрено федеральным законом.

## Перечень зон с особыми условиями использования территорий
Зоны охраны объектов культурного наследия
Защитная зона объекта культурного наследия
Охранная зона объектов электроэнергетики (объектов электросетевого хозяйства и объектов по производству электрической энергии)
Охранная зона железных дорог
Придорожные полосы автомобильных дорог
Охранная зона трубопроводов (газопроводов, нефтепроводов и нефтепродуктопроводов, аммиакопроводов)
Охранная зона линий и сооружений связи
Приаэродромная территория
Зона охраняемого объекта
Зона охраняемого военного объекта, охранная зона военного объекта, запретные и специальные зоны, устанавливаемые в связи с размещением указанных объектов
Охранная зона особо охраняемой природной территории (государственного природного заповедника, национального парка, природного парка, памятника природы)
Охранная зона стационарных пунктов наблюдений за состоянием окружающей среды, её загрязнением
Водоохранная зона
Прибрежная защитная полоса
Рыбоохранная зона
Округ санитарной (горно-санитарной) охраны лечебно-оздоровительных местностей, курортов и природных лечебных ресурсов
Зоны санитарной охраны источников питьевого и хозяйственно-бытового водоснабжения, а также устанавливаемые в случаях, предусмотренных Водным кодексом Российской Федерации, в отношении подземных водных объектов зоны специальной охраны
Зоны затопления и подтопления
Санитарно-защитная зона
Зона ограничений передающего радиотехнического объекта, являющегося объектом капитального строительства
Охранная зона пунктов государственной геодезической сети, государственной нивелирной сети и государственной гравиметрической сети
Зона наблюдения
Зона безопасности с особым правовым режимом
Рыбоохранная зона озера Байкал
Рыбохозяйственная заповедная зона
Зона минимальных расстояний до магистральных или промышленных трубопроводов (газопроводов, нефтепроводов и нефтепродуктопроводов, аммиакопроводов)
Охранная зона гидроэнергетического объекта
Охранная зона объектов инфраструктуры метрополитена
Охранная зона тепловых сетей.